# Квачи (Удмуртия)
Ква́чи — деревня в Вавожском районе Удмуртии, входит в состав муниципального образования Брызгаловское сельское поселение.
Урбанонимы:
- улицы — Логовая

## Население
| 2010 | 2012 |
| ---- | ---- |
| 7    | ↘6   |